# Ван Лина (боксёр)
Ван Лина (кит. упр. 汪麗娜, пиньинь Wāng Lìnà; род. 30 марта 1997 года) — китайский боксёр. Чемпионка мира 2018 года. Призёр чемпионата Азии 2019 года и чемпионатов мира. Член сборной Китая по боксу.

## Карьера
На 10-м чемпионате мира по боксу среди женщин в Индии, в финале, 24 ноября 2018 года, китайская спортсменка встретилась c колумбийкой Джессикой Синистеррой, одержала победу со счётом 5:0 и завершила выступление на первом месте, завоевав золотую медаль.
На чемпионате Азии в 2019 году в Бангкоке, она завоевала серебряную медаль уступив в финале индийской спортсменке.
Предолимпийский чемпионат мира 2019 года, который состоялся в Улан-Удэ в октябре, китайская спортсменка завершила полуфинальным поединком, уступив российской спортсменке Земфире Магомедалиевой по раздельному решению судей. В результате на одиннадцатом чемпионате мира по боксу среди женщин она завоевала бронзовую медаль.